# هيو ستراكان
هيو ستراكان (بالإنجليزية: Hugh Strachan)‏ هو لاعب كرة قدم بريطاني في مركز قلب الدفاع، ولد في 21 فبراير 1939 في كيلمارنوك ‏ في المملكة المتحدة. لعب مع نادي بارتيك ثيسل ونادي غرينوك مورتون ونادي كيلمارنوك ونادي ماذرويل.